# Раде бај Рендсбург
Раде бај Рендсбург (њем. Rade b. Rendsburg) општина је у њемачкој савезној држави Шлезвиг-Холштајн. Једно је од 165 општинских средишта округа Рендсбург. Према процјени из 2010. у општини је живјело 229 становника. Посједује регионалну шифру (AGS) 1058132.

## Географски и демографски подаци
Раде бај Рендсбург се налази у савезној држави Шлезвиг-Холштајн у округу Рендсбург. Општина се налази на надморској висини од 15 метара. Површина општине износи 6,5 km². У самом мјесту је, према процјени из 2010. године, живјело 229 становника. Просјечна густина становништва износи 35 становника/km².